# Найдёнов, Николай Алексеевич
Николай Алексеевич Найдёнов (9 ноября 1918, Топчиха — 10 февраля 1993, Харьков) — командир эскадрильи 563-го истребительного авиационного полка 283-й истребительной авиационной дивизии, подполковник, Герой Советского Союза.

## Биография
Родился 9 ноября 1918 года на станции Топчиха, ныне село Алтайского края, в семье рабочего. Русский. Член ВКП(б)/КПСС с 1943 года. Окончил 10 классов и школу ФЗУ. Работал на Ростовском мясокомбинате.
С 1938 года в Красной Армии. В 1940 году окончил Сталинградскую военную авиационную школу пилотов. С началом Великой Отечественной войны на фронте.
Воевал на Западном, Брянском, Воронежском, Донском, Сталинградском, Центральном, 1-м и 2-м Белорусских фронтах.
Отличился при отражении массированного налёта немецкой авиации (550 самолётов) на Курский железнодорожный узел 2 июня 1943 года, атаковав в главе семёрки истребителей группу в 50 бомбардировщиков. В этом бою сбил 3 самолёта и на повреждённом истребителе сумел вернуться на свой аэродром.
Указом Президиума Верховного Совета СССР от 24 августа 1943 года за мужество и воинскую доблесть, проявленные в боях с врагами, Найдёнову Николаю Алексеевичу было присвоено звание Героя Советского Союза с вручением ордена Ленина и медали «Золотая Звезда».
Всего за войну выполнил штурман 116-го гвардейского истребительного авиационного полка (283-я истребительная авиационная дивизия, 13-й истребительный авиационный корпус, 16-я воздушная армия) гвардии капитан Н. А. Найдёнов выполнил 371 боевой вылет, провёл 57 воздушных боёв, лично сбил 18 и в составе группы 4 самолёта.
После войны продолжал служить в ВВС СССР. В 1950 году окончил Высшие лётно-тактические курсы командного состава. С 1957 года подполковник Найдёнов Н. А. — в запасе. Жил и работал в городе Харькове. Скончался 10 февраля 1993 года. Похоронен в Харькове на кладбище № 2.

## Награды
Награждён орденом Ленина, двумя орденами Красного Знамени, орденом Александра Невского, двумя орденами Отечественной войны 1-й степени, орденом Красной Звезды, медалями.

## Память
- Бюст Героя Советского Союза Н. А. Найдёнова установлен на аллее Славы в селе Топчиха.
- В Харькове на доме, где жил Н. А. Найдёнов (проспект Науки, 41а), установлена мемориальная доска.